# Calliste à nuque d'or
Chalcothraupis ruficervix
Genre
Espèce
Statut de conservation UICN

 LC  : Préoccupation mineure
Le Calliste à nuque d'or (Chalcothraupis ruficervix) est une espèce de passereaux appartenant à la famille des Thraupidae.

## Répartition
Cet oiseau peuple la partie nord des Andes.

## Sous-espèces
Selon la classification de référence du Congrès ornithologique international (14.2, 2024) :
- C. r. ruficervix (Prevost & Des Murs, 1842) — Andes colombiennes et Sierra Nevada de Santa Marta
- C. r. leucotis (Sclater, 1851) — ouest de l'Équateur
- C. r. taylori (Taczanowski & Berlepsch, 1885) — sud-est de la Colombie et nord-est de l'Équateur
- C. r. amabilis Zimmer, 1943 — nord du Pérou
- C. r. inca Parkes, 1969 — sud du Pérou
- C. r. fulvicervix (Sclater & Salvin, 1876) — yungas de Bolivie